# Bootanelleus leai
Bootanelleus leai är en stekelart som först beskrevs av Girault 1929.  Bootanelleus leai ingår i släktet Bootanelleus och familjen gallglanssteklar. Inga underarter finns listade.